# Crisi financera xipriota de 2012-2013

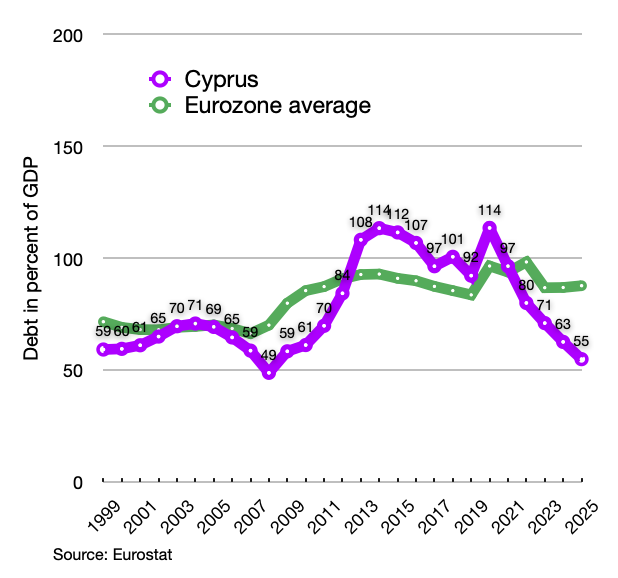
Evolució del deute xipriota comparat amb el de la zona euro.

La crisi financera de Xipre de 2012-2013 és el deteriorament que es va començar a advertir en els principals indicadors macroeconòmics de la República de Xipre (la part sud de l'illa, atès que queden fora de la seva jurisdicció els territoris del nord sota control de l'anomenada Xipre del Nord) a partir de l'any 2012, i les conseqüències s'han estès al temps fins a l'actualitat, no només en el pla econòmic sinó també en el polític i el social. Aquesta crisi s'emmarca dins de la crisi del deute sobirà europeu i de la crisi econòmica de 2008 que afecta tots els països del món, i en especial els països desenvolupats.

## Causes
Entre 2008 i 2012, la desocupació es va disparar, i va passar del 4,2% a més del 12%; el PIB per habitant va disminuir i el país va entrar en recessió el 2009 i de nou després el 2010. El segon trimestre del 2012 l'economia es va contraure d'un 2,4%.
Per la seva banda, el setembre de 2011, la qualificació creditícia de Xipre va ser degradada per totes les agències de qualificació de crèdit arran de l'explosió de la Base Naval Evangelos Florakis el juliol del 2011, que es va produir en un període de lent avanç de les reformes fiscals i estructurals. Al mateix temps el rendiment dels seus bons a llarg termini es va elevar per sobre del 12%. Malgrat la seva escassa població i la seva petita economia, Xipre té una gran quantitat de banca off-shore.

## Inici
Amb un PIB nominal total de 19.500 milions d'euors, el país no va poder estabilitzar els seus bancs, que havien amassat 22 mil milions de € de deute grec del sector privat i es van veure afectats de manera desproporcionada per les mesures preses pels creditors, amb relació a la Crisi financera del 2010 a Grècia.
A principis de juny de 2012, el llavors president del Banc Popular de Xipre, Michalis Sarris va afirmar al diari Financial Times que el país s'acostava perillosament al rescat de la UE. Per la seva banda, a mitjans del mateix mes, la premsa xipriota es va fer ressò de rumors que parlaven d'una possible petició formal de rescat per part del Govern.

## Rescat
El 25 de juny de 2012 el govern de Xipre, la tercera economia més petita de la zona euro, va anunciar que havia pres la decisió de sol·licitar l'ajut del fons de rescat per al seu sector bancari davant l'amenaça d'un contagi des de l'economia de Grècia.
El día 26 el portaveu del govern de Xipre, Stefanos Stefanou, afirmà que el seu país havia sol·licitat oficialment ajut financer a la Unió Europea per sanejar el seu sistema bancari.
El 27 de juny el ministre d'Economia de Xipre, Vassos Siarly, va anunciar la petició d'assistència financera als seus socis de la zona euro i al Fons Monetari Internacional, quan faltaven pocs dies perquè el país assumís la presidència rotativa de la UE.
Tot i que inicialment Xipre va dir que esperava acabar les converses sobre l'ajuda financera amb els seus homòlegs de la Unió Europea ràpidament, a mitjans de juliol, Xipre va anunciar que esperava tancar al setembre l'assistència financera que estava negociant amb els seus socis europeus.
Finalment, el 22 de novembre el Govern de Xipre va acordar un rescat financer amb el Fons Monetari Internacional i amb la Unió Europea. El ministre de Finances, Vassos Siarly, va informar que l'import del rescat inicialment previst ascendiria a 17.500 milions d'euros Vassos Siarly va ser substituït com a ministre d'Economia per Michalis Sarris el 28 de febrer de 2013.
El dijous 11 d'abril del 2013, el portaveu del govern xipriota, Khristos Stylianidis, va haver d'admetre que el rescat financer del seu país costaria 23.000 milions d'euros, en comptes dels 17.000 milions previstos inicialment.

## Corralitoxipriota
Posteriorment, a partir de divendres 15 març 2013 amb el tancament normal dels establiments bancaris però el seu bloqueig a partir del 16 i la seva no reobertura el dilluns 18 de març, els bancs xipriotes van entrar en una situació de corralito financer (restricció de la lliure disposició de diners en efectiu) com a conseqüència del fet que els ministres d'Economia i Finances de la zona euro havien de concretar els detalls del rescat, que ascendiria, després de moltes negociacions, a 10.000 milions d'euros. El govern xipriota va negociar amb Europa aquestes primeres condicions, particularment adverses, que es van veure parcialment flexibilitzades. No obstant això, la proposta europea va ser rebutjada pel Parlament fet que va portar a perllongar el corralito (la finalització del qual estava prevista per al 20 de març) fins al 26 de març i l'anunci per part del portaveu del Govern xipriota, Khristos Stilianidis,de la formació d'una comissió tècnica encarregada d'elaborar els detalls de la posada en marxa d'un pla alternatiu de finançament que implicava la creació d'un Fons d'Inversió i Solidaritat i la participació econòmica de Rússia i l'Església Ortodoxa de Xipre. El dijous 21, el Banc Popular de Xipre, el segon més gran del país, va limitar la retirada de capitals mitjançant els seus caixers a un màxim de 260 euros.
Finalment, el divendres 22 el Parlament xipriota va adoptar mesures per regular el control de capitals i instaurar restriccions per al moviment capitals financers. El vicepresident d'Afers Econòmics de la Comissió Europea, Olli Rehn, va afirmar aquest mateix dia la necessitat de controlar l'activitat bancària del país per llei, amb l'objectiu d'"evitar tot moviment de capital que debiliti l'estabilitat financera de Xipre", davant l'anunciada obertura dels bancs prevista per al dimarts 26.
La mesura adoptada el divendres 22 de març pel Parlament de Xipre a instàncies del Govern, va suposar allargar de facto el corralito xipriota sine die El 23 de març s'anuncia que el govern de Xipre i la Troica han pactat una quitança del 20% per als dipòsits superiors a 100.000 euros. Per la seva banda, el diumenge 24, el Banc Popular redueix encara més l'import que es podia retirar dels caixers que segueixen operatius. Aquest import s'abaixa de 260 euros fins a un màxim de 100 euros per operació. En una negociació a la desesperada, davant l'amenaça del Banc Central Europeu de "tallar l'aixeta de la liquiditat", el govern xipriota arriba a un principi d'acord amb la Troica, que suposa la liquidació del segon banc del país (el Laiki Bank) i una forta quitança als grans dipòsits del primer banc del país, el Banc de Xipre.
Posteriorment, el dilluns 25, el Govern anuncia que els bancs de Xipre reobriran el dimarts 26, llevat del Banc Popular de Xipre (Laiki) i el Banc de Xipre, les dues entitats més afectades, la reobertura normal dels quals seria posposada fins al dijous 28 de març. El Banc Central de Xipre va ampliar dos dies més el tancament de totes les entitats, fins al dijous 28 de març. Per la seva banda, el mateix dia previst d'obertura per a les entitats petites (totes menys el Banc Popular de Xipre i el Banc de Xipre) es van anunciar mesures destinades al control de capitals. El president del Banc de Xipre, Andreas Artemis, el banc comercial del país, va presentar la seva dimissió el dia 26 de març, amb quatre membres de la direcció. Aquest mateix dia una de les agències de qualificació de crèdit, l'agència Fitch Ratings, qualifica com en situació de fallida al Banc Popular i en fallida limitada al Banc de Xipre, i manté la qualificació del Hellenic Bank en B amb perspectiva negativa. El mateix dia 26, el ministre de finances de Xipre, Michalis Sarris, anuncia que els dipòsits no garantits (el que estan per damunt dels 100.000 euros) podria patir una quitança que voltaria el 40%.
El 28 de març els bancs xipriotes, finalment, reobren les seves portes amb normalitat relativa per bé que els ciutadans veuen limitada a 300 euros la quantitat de diners en efectiu disponible diàriament a bancs i caixers, el que, en la pràctica suposa estendre el corralito per als fons en metàl·lic. De la mateixa manera, s'estableix un topall de 5000 euros mensuals per a transferències a l'estranger i un màxim de disposició de 3000 euros en efectiu a l'estranger. De més, el govern xipriota anuncia que es podria produir una quitança en els dipòsits bancaris superiors a 100.000 euros que podria arribar fins al 60%. El govern rus, que en principi s'havia mostrat reticent al pla de rescat elaborat per la Troica, al final acaba donant-li suport, segons sembla perquè les possibles afectacions als dipositants russos no eren tan grans com en principi s'havia pensat.